# Církev jednoty
Církev jednoty (Church of Unity) je celosvětová církev, která si klade za cíl celosvětovou službu a současně přijímá i členy jiných církví. Cítí se tak sdružující církví.
Po celém světě má asi 400 kněží. Celosvětové ústředí je v Belgii. Velká misie církve probíhá v Africe.
Biskup Oldřich Augustin Král byl sám biřmovaný biskupem Antonínem Jelínkem, biskupem Apoštolské episkopální církve katolické. Poté sám vyhledal tuto církev a byl vysvěcen na kněze a později na biskupa. Předtím konal kurs pro kazatele při Brněnské diecézi Církve československé husitské. Dále studoval obor Křesťanská výchova na CMTF UP. Ve službě v CČSH poté nepokračoval. Roku 2008 pak pocítil povolání ke službě a současně chtěl vytvořit vlastní církevní strukturu; byl vysvěcen na biskupa (jeho světitelem byl Frederick Burcklé von Aarburg) a nyní působí jako biskup v České republice. V českém internetovém prostoru je vnímán spíše jako kuriózní postava.
Profiluje se jako ekumenické společenství, ale není členem žádných mezinárodních ekumenických organizací.